# Черемисиновський район
Черемисиновський райо́н (рос. Черемисиновский район) — адміністративно-територіальна одиниця і муніципальне утворення на сході Курської області Росії.
Адміністративний центр — смт Черемисиново.

## Географія
У сучасних кордонах Черемисиновський район розташовується в центрі Східно-Європейської рівнини на схилах Середньоросійської височини в межах лісостепової зони. Він розташований у північно-східній частині області, межує із Щигровським, Тимським, Совєтським районами й Орловською областю.
Територія 0,8 тис. км² або 2,7 % території області. Довжина із заходу на схід — 32 км, а з півночі на південь — 37 км. Площа сільськогосподарських угідь становить 74634 га в тому числі рілля 63011 га.
Центр району — робітниче селище Черемисиново. Відстань до Курська по залізниці 86 км, по шосе — 88 км. Характерними рисами рельєфу району є розчленованість мережею річкових долин, балок. Вододільною грядою, що впливає на річкові долини району, є Тимсько-Щигровська гряда. Саме в її підніжжі беруть початок річки, що протікають по території Черемисиновського району, всі вони впадають у річку Тим, що є притокою річки Сосна. Загальна довжина річок (Тим, Косоржа, Щигор) становить 91 км. Всі вони мілководні й відносяться до басейну Дону.

## Демографія
Населення району на 1 січня 2010 року становить 12,6 тис. чоловік. у тому числі в міських умовах (смт. Черемисиново) у той час проживало близько 4,8 тис. чоловік (38 % від населення району). Усього в районі — 98 населених пунктів.